# Gerta Keller
Gerta Keller, född 1945, är en amerikansk paleontolog som framlagt en teori om orsaken till dinosauriernas utdöende för ca 65 miljoner år sedan. Enligt Keller orsakades massdöden av långsamt förhöjd temperatur och tilltagande sura regn som en följd av ett eller flera vulkanutbrott av betydande storlek på den indiska kontinenten ca 300.000 år före själva tidpunkten för dinosauriernas utplånande.
Kellers teori utgör ett alternativ till Luis och Walter Alvarez teori om att dinosauriernas utdöende orsakades av ett meteoritnedslag, vilket är den vanligaste uppfattningen.